# 高腰翁戎螺
高腰翁戎螺是原始腹足目翁戎螺科的一种。舊屬臍翁戎螺屬，今屬帝翁戎螺屬，被視為Mikadotrochus salmianus (Rolle, 1899)的異名。 

## 分布
主要分布于台湾及日本中部沿岸，常栖息在深海。

## 型態特徵
殼形扁圓錐形，殼體高，殼質厚重，殼面有粗粒，呈磚紅色，罅裂寬而短，殼臍寬而淺，口蓋圓形，比殼口小。